# Roger De Clercq
Roger De Clercq (Nederzwalm, 2 september 1930 – Aalst, 24 augustus 2014) was een Belgisch veldrijder. 

## Carrière
De Clercq was prof van 1954 tot 1968 en boekte in deze periode 86 overwinningen. In 1959 behaalde hij twintig zeges, in 1956 en in 1960 won hij telkens twaalf keer. Hij werd driemaal Belgisch kampioen (1960, 1962 en 1964). In 1964 behaalde hij zilver op het wereldkampioenschap te Overboelare.
Van beroep was hij fietsenhandelaar te Lede.

## Privéleven
Hij overleed in het Algemeen Stedelijk Ziekenhuis te Aalst. Zijn broer René en neef Mario waren eveneens actief in het veldrijden.

## Erelijst

### Wegwielrennen
| Jaar | Gent-Wevelgem | Luik-Bast.‑Luik |
| ---- | ------------- | --------------- |
| 1955 |               | 18e             |
| 1956 | 16e           |                 |
| 1959 |               | 13e             |